# Toevlugt (Surinamerivier)
Toevlugt, in Sranantongo Tuvrutu, is een voormalige suikerplantage, later houtgrond aan de Surinamerivier in de kolonie Suriname.

## Locatie
De plantage was gelegen aan de Surinamerivier in het afvaren aan de linkerzijde, grenzend stroomopwaarts aan de plantage Carracas, stroomafwaarts aan de houtplantage Klein Peru (Klein Perou).
In 1860 was Toevlugt samen met de houtgrond Nahamoe 1.100 Surinaamse akkers groot, ongeveer 473 hectare. De grond van Toevlugt behoorde samen met die van Oldenburg, Vader(s)zorg en andere buitenplaatsen tussen Kwatta en Paramaribo tot de tweede buitenwijk van de stad.

## Eigenaren
- 1819: A.B. de Mesquita
- 1830: Erven A.B. de Mesquita
- 1835: J. de Capadoce
- 1863: Pierre Coenraad Stüger (tevens administrateur)

## Emancipatie
Bij de afschaffing van de slavernij in Suriname in 1863 werden op Toevlugt nog slechts zes slaven vrijgemaakt, waarbij vijf nieuwe familienamen werden geboekstaafd, te weten: 
- Boletrie, Den Braven, Locus, Wane en Wilderman.